# Peter Štumpf
Peter Štumpf SDB (Beltinci, 28 juni 1962) is een Sloveens geestelijke en bisschop van de Rooms-Katholieke Kerk.
Peter Štumpf trad in bij de Salesianen van Don Bosco en werd op 29 juni 1990, daags na zijn verjaardag op het Hoogfeest van de Heilige Petrus en Paulus, priester gewijd voor het aartsbisdom Maribor. 
Op 24 mei 2006 benoemde paus Benedictus XVI Štumpf tot hulpbisschop van Maribor en titulair bisschop van Musti in Namibië. Op 10 september van datzelfde jaar werd hij gewijd.
Op 28 november 2009 bevorderde paus Benedictus hem tot bisschop van Murska Sobota, een dat drie jaar eerder door diezelfde paus was opgericht uit delen van het aartsbisdom Maribor. Štumpfs voorganger in Murska Sobota, Marjan Turnšek, werd bij zelfde gelegenheid benoemd tot aartsbisschop-coadjutor van Maribor.